# Kłodnica (gromada)
Kłodnica – dawna gromada, czyli najmniejsza jednostka podziału terytorialnego Polskiej Rzeczypospolitej Ludowej w latach 1954–1972.
Gromady, z gromadzkimi radami narodowymi (GRN) jako organami władzy najniższego stopnia na wsi, funkcjonowały od reformy reorganizującej administrację wiejską przeprowadzonej jesienią 1954 do momentu ich zniesienia z dniem 1 stycznia 1973, tym samym wypierając organizację gminną w latach 1954–1972.
Gromadę Kłodnica z siedzibą GRN w Kłodnicy (obecnie w granicach Kędzierzyna-Koźla) utworzono – jako jedną z 8759 gromad na obszarze Polski – w powiecie kozielskim w woj. opolskim, na mocy uchwały nr VII/22/54 WRN w Opolu z dnia 4 października 1954. W skład jednostki wszedł obszar dotychczasowej gromady Kłodnica (bez obszarów leśnych o powierzchni 309 ha, włączonych do nowo utworzonej gromady Raszowa) ze zniesionej gminy Kłodnica w tymże powiecie. Dla gromady ustalono 27 członków gromadzkiej rady narodowej.
Gromadę Kłodnica zniesiono 31 grudnia 1959 w związku z nadaniem jej statusu osiedla.
1 stycznia 1973 Kłodnica otrzymała prawa miejskie. Tego samego dnia w powiecie kozielskim reaktywowano gminę Kłodnica, odrębną od miasta Kłodnica. 30 października 1975 gmina została zniesiona, a jej obszar przyłączony do gmin Leśnica i Zdzieszowice. Równocześnie miasto Kłodnica zostało włączone do Kędzierzyna, po paru dniach przemianowanego na Kędzierzyn-Koźle.